# Eriospermum flexuosum
Eriospermum flexuosum är en sparrisväxtart som beskrevs av Friedrich Welwitsch och John Gilbert Baker. Eriospermum flexuosum ingår i släktet Eriospermum och familjen sparrisväxter.
Artens utbredningsområde är Angola. Inga underarter finns listade i Catalogue of Life.